# Friedrich Karl Arnold Schwassmann
Friedrich Karl Arnold Schwassmann   (Hamburg, 25 de març de 1870 - Hamburg, 19 de gener de 1964) fou un astrònom alemany, descobridor de 22 planetes menors i 4 cometes, que treballà a l'AOP de Potsdam i al Bergedorf Observatory d'Hamburg.
Fou codescobridor amb Arno Arthur Wachmann dels cometes periòdics 29P/Schwassmann–Wachmann, 31P/Schwassmann–Wachmann i 73P/Schwassmann–Wachmann, i també amb Arno Arthur Wachmann i Leslie Peltier del cometa no periòdic C/1930 D1 (Peltier–Schwassmann–Wachmann). L'asteroide del cinturó principal (989) Schwassmannia, descobert per ell mateix el 1922, fou posteriorment anomenat en honor seu.

## Llista de planetes menors descoberts
| (435) Ella          | 11 setembre 1898 | Llista [A] |
| (436) Patricia      | 13 setembre 1898 | Llista [A] |
| (442) Eichsfeldia   | 15 febrer 1899   | Llista [A] |
| (443) Photographica | 17 febrer 1899   | Llista [A] |
| (446) Aeternitas    | 27 octubre 1899  | Llista [A] |
| (447) Valentine     | 27 octubre 1899  | Llista [A] |
| (448) Natalie       | 27 octubre 1899  | Llista [A] |
| (449) Hamburga      | 31 octubre 1899  | Llista [A] |
| (450) Brigitta      | 10 octubre 1899  | Llista [A] |
| (454) Mathesis      | 28 març 1900     | Llista     |

| (455) Bruchsalia    | 22 maig 1900     | Llista [A] |
| (456) Abnoba        | 4 juny 1900      | Llista [A] |
| (457) Alleghenia    | 15 setembre 1900 | Llista [A] |
| (458) Hercynia      | 21 setembre 1900 | Llista [A] |
| (905) Universitas   | 30 octubre 1918  | Llista     |
| (906) Repsolda      | 30 octubre 1918  | Llista     |
| (912) Maritima      | 27 abril 1919    | Llista     |
| (947) Monterosa     | 8 febrer 1921    | Llista     |
| (989) Schwassmannia | 18 novembre 1922 | Llista     |
| (1192) Prisma       | 17 març 1931     | Llista     |

| (1303) Luthera                            | 16 març 1928   | Llista |
| (1310) Villigera                          | 28 febrer 1932 | Llista |
| Codescoberta realitzada amb: A M. F. Wolf |                |        |